# Johann Josef Adrians

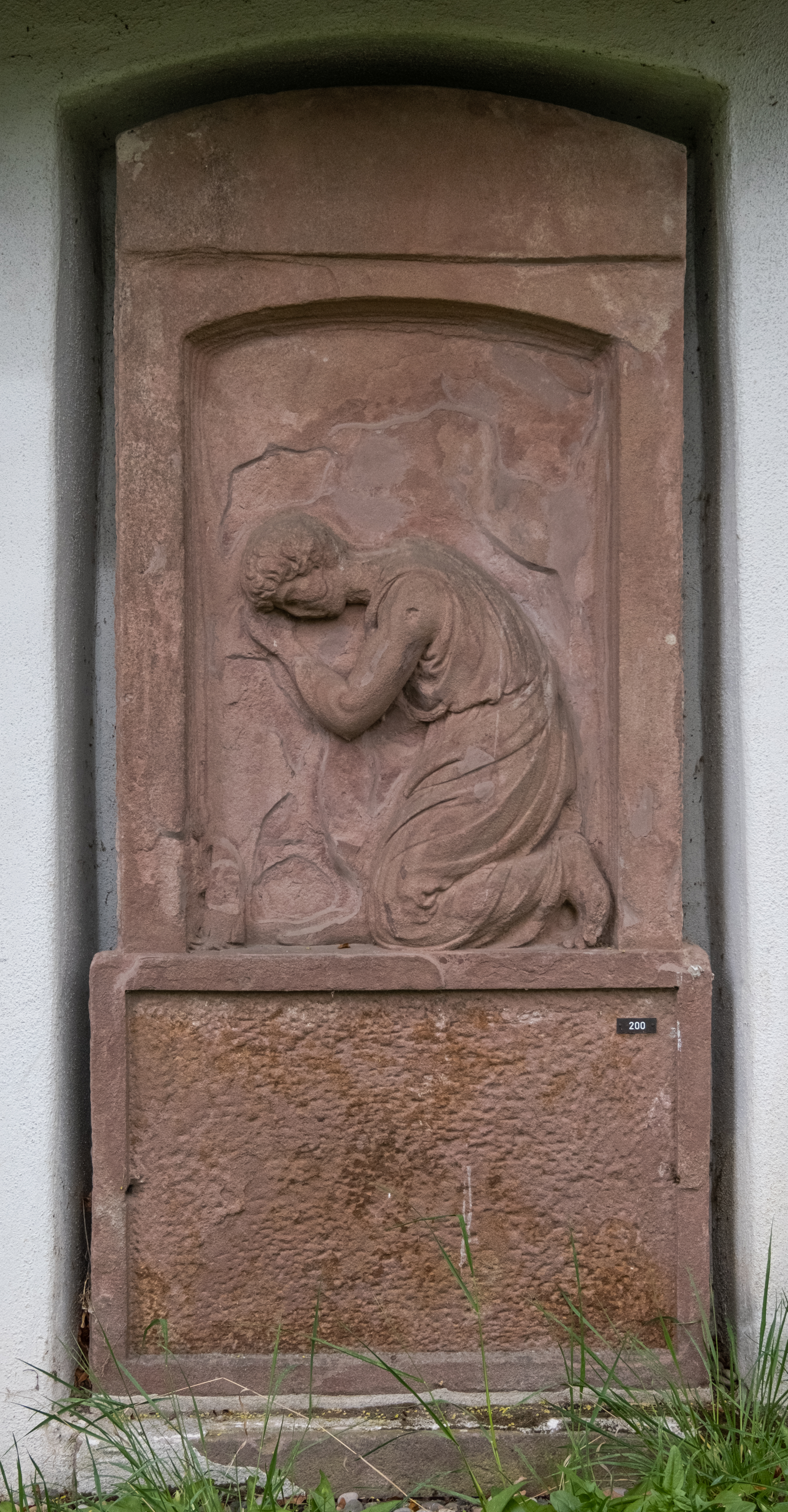
Grabstein auf dem Alten Friedhof in Freiburg

Johann Josef Adrians (* 1756; † 24. Mai 1827 in Freiburg im Breisgau) war ein deutscher Politiker und von 1806 bis 1824 der erste Oberbürgermeister Freiburgs. Er war zudem Mitglied des badischen Landtages.

## Leben
Johann Josef Adrians verheiratet mit Walburga geborene Faber war seit 1788 Freiburger Stadtrat. Im Jahre 1806, noch nach dem Stadtrecht von 1520 von den Zünften zum Bürgermeister Freiburgs gewählt, bestätigte nach dem Anfall des Breisgaus an das Kurfürstentum Baden die Regierung in Karlsruhe Adrians im Amt und verlieh ihm den Titel des Oberbürgermeisters. Die nun geltende badische Gemeindeordnung schränkte die kommunale Selbstverwaltung Freiburgs jedoch erheblich ein. Das Sagen hatte ein von der Regierung eingesetzter Stadtdirektor, um dessen Posten Adrians sich 1807 vergeblich bewarb, zumal die Tätigkeit als Oberbürgermeister keinen Pensionsanspruch erwarb.
In Adrians Amtszeit fällt die Einrichtung des städtischen Theaters in der ehemaligen Augustinerkirche und die Eingemeindung der Wiehre 1825.

## Politische Tätigkeit
Viele Freiburger konnten sich mit dem Übergang des Breisgaus an Baden nicht abfinden und trauerten der „milden Hand“ des Hauses Österreich nach. Schließlich mussten die zähringischen Wurzeln des Hauses Baden herhalten, wie Johann Georg Jacobi dichtete: „Die seit Jahrhunderten getrennten Schilde vereinen wieder sich“, um den protestantischen Norden Badens mit dem katholischen Breisgau zu vermählen. Es waren diese gemeinsamen Wurzeln die Oberbürgermeister Andrians in seiner Schlussansprache am 30. Juni 1806 auf dem Münsterplatz anlässlich der Vereidigung der Stadt auf den Kurfürsten Karl Friedrich wieder einmal bemühte: „Wir, die Freyburger, haben Anhänglichkeit dem würdigsten Abkömmling jenes hohen Zähringer Stammes gelobt, dem unsere alte Gemeinde ihre Gründung, ihre Ausstattung, ihre seither dauernde Munizipalverfassung, den bisher ehrenvoll behaupteten Namen der Breisgauischen Hauptstadt, und dieses ewig sprechende Denkmal der Fürstengröße und Liebe, den Tempel (das Münster), vor dem wir hier versammelt stehen, zu verdanken hat.“ Ein Jahr später wurde als Zeichen der Treue in Freiburg der Bertoldsbrunnen eingeweiht.
Als sich Napoleons Niederlage abzeichnete und die alliierten Truppen mit ihren gekrönten Häuptern durch die Stadt zogen, empfingen die Freiburger den österreichischen Kaiser Franz I. überschwänglich. Karl von Rotteck schürte das Feuer in einem anonymen Flugblatt: „Männer und Weiber, Kinder und Greise weinten, Unbekannte umarmten sich wie Freunde, Fremde wurden Brüder!“ In froher Erwartung der Wiedervereinigung prägte die Freiburger Münze bereits eine Medaille mit den Inschriften: „Zum Andenken der Wiedervereinig: Breisgaus mit Oestreich. Freyburg 1815“ mit einer auf einem Sockel stehenden Büste Franz I. „Treue und Liebe“. Im Sockel ist eingemeißelt: „Unsre Wünsche sind erfüllt.“
Nun zeigt sich, dass Adrians Rede im Jahre 1806 ein politisches, und kein Herzensbekenntnis gewesen war. Als der Kaiser auf seiner Rückreise von Paris nach Wien Anfang Juni 1814 in Basel Station machte, reisten Oberbürgermeister Adrians und fünf weitere städtische Abgeordnete dorthin, um Franz I. untertänigst um die Wiedervereinigung Freiburgs und des Breisgaus mit Österreich zu bitten. Der Kaiser entließ die Delegation nicht ohne Hoffnung, doch „möge man unterdessen für Ruhe, Ordnung, Unterwürfigkeit sorgen und alle voreilige Spektakel verhüten“. Nur durch persönliche Intervention Franz I. bei der badischen Regierung entging Adrians seiner Absetzung als Bürgermeister.
Bei den ersten und zweiten Wahlen zur Badischen Ständeversammlung wurde Adrians in die zweite Kammer, die Volkskammer, gewählt.